# Blah Blah Blah (chanson de Kesha)
Pour les articles homonymes, voir Blah Blah Blah.
Singles de Kesha
Tik Tok
(2009) Dirty Picture
(2010)
Singles par 3OH!3
Starstrukk
(2009) My First Kiss
(2010)
Blah Blah Blah est une chanson de l'artiste américaine Kesha pour son premier album, Animal. Produite par Benny Blanco, et écrite par Kesha, Blanco, Neon Hitch et Sean Foreman, elle sort en tant que deuxième single de l'album le 2 février 2010 sous le label RCA. L'inspiration de la chanson commence quand Kesha, Blanco, Hitch et Foreman ont eu une discussion et plus ils parlaient de sexe, plus cela était « odieux ». La chanson est de style electropop avec un tempo modéré et les paroles parlent des hommes de la même manière qu'ils parlent des femmes dans l'industrie musicale.
Les critiques musicales professionnelles sont très partagées en ce qui concerne la qualité de la chanson, ceux étant positives soulignent principalement l’honnêteté et la délivrance que sont les paroles pour Kesha tandis que ceux étant négatives remarquent l’inutilité de l’apparition de 3OH!3, affirmant qu’elle est « superflue ». Le single est commercialement bien accueilli en Amérique et en Océanie mais toutefois il est froidement reçu par les hit-parades en Europe et en Asie. La piste atteint donc le top 5 de l’Australie et du Canada ainsi que le top 10 des États-Unis et de la Nouvelle-Zélande. Elle se vend à plus de deux millions d’exemplaires aux États-Unis et est certifiée double disque de platine au Canada. 
Le clip est réalisé par Brendan Malloy. La vidéo suit le sens des paroles ; Kesha se fait draguer par plusieurs personnes et les rejette un à un. Le titre est interprété en direct dans plusieurs émissions télévisées telles que American Idol, So You Think You Can Dance ou encore MuchOnDemand.

## Genèse
Blah Blah Blah est écrite par Kesha, Neon Hitch, Sean Foreman et Benny Blanco qui est aussi le producteur de la chanson. Kesha dit que l'inspiration de la chanson vient d'une discussion entre eux au studio sur les relations hommes-femmes et elle explique :

« La chanson est née lorsque ses auteurs — moi, Benny Blanco, Neon Hitch et [30H!3] Sean Foreman — se sont réunis dans une pièce, et ils discutaient sur la façon dont les gonzesses parlent trop. [...] Neon et moi disions : « Non, non, non, les mecs parlent trop » [...] « Nous nous sommes fait la guerre pour dire qui étaient les plus odieux, les filles ou les garçons. Et le thème de la chanson est venue lors de cette conversation. Je pense que j'expose un point assez juste aussi bien dans la chanson que dans le clip, que les mecs sont bien plus ennuyeux. »

— Kesha

## Structure musicale et paroles
Blah Blah Blah est une chanson de style dance avec un tempo modéré qui mélange la dance-pop avec de l'electropop. La chanson combine un Auto-Tune avec des boîtes à rythme tout en mettant des influences RnB. Selon la publication Musicnotes.com d'Alfred Publishing, le single se situe dans une signature rythmique commune 4/4 avec un tempo modéré de 120 pulsations par minute. Elle est composée dans une tonalité de Ré mineur et la voix de Kesha s'étend des notes Ré3 à Ré5. 
Les paroles de Blah Blah Blah évoquent la façon dont les hommes voit les femmes en parlant d'elles de la même manière qu'ils le font dans l'industrie musicale. Fraser McAlipne de BBC remarque qu'il y a un progrès culturel et qu'une femme peut maintenant « chanter une chanson [...] comme ses pairs masculins ».

## Accueil

### Critique

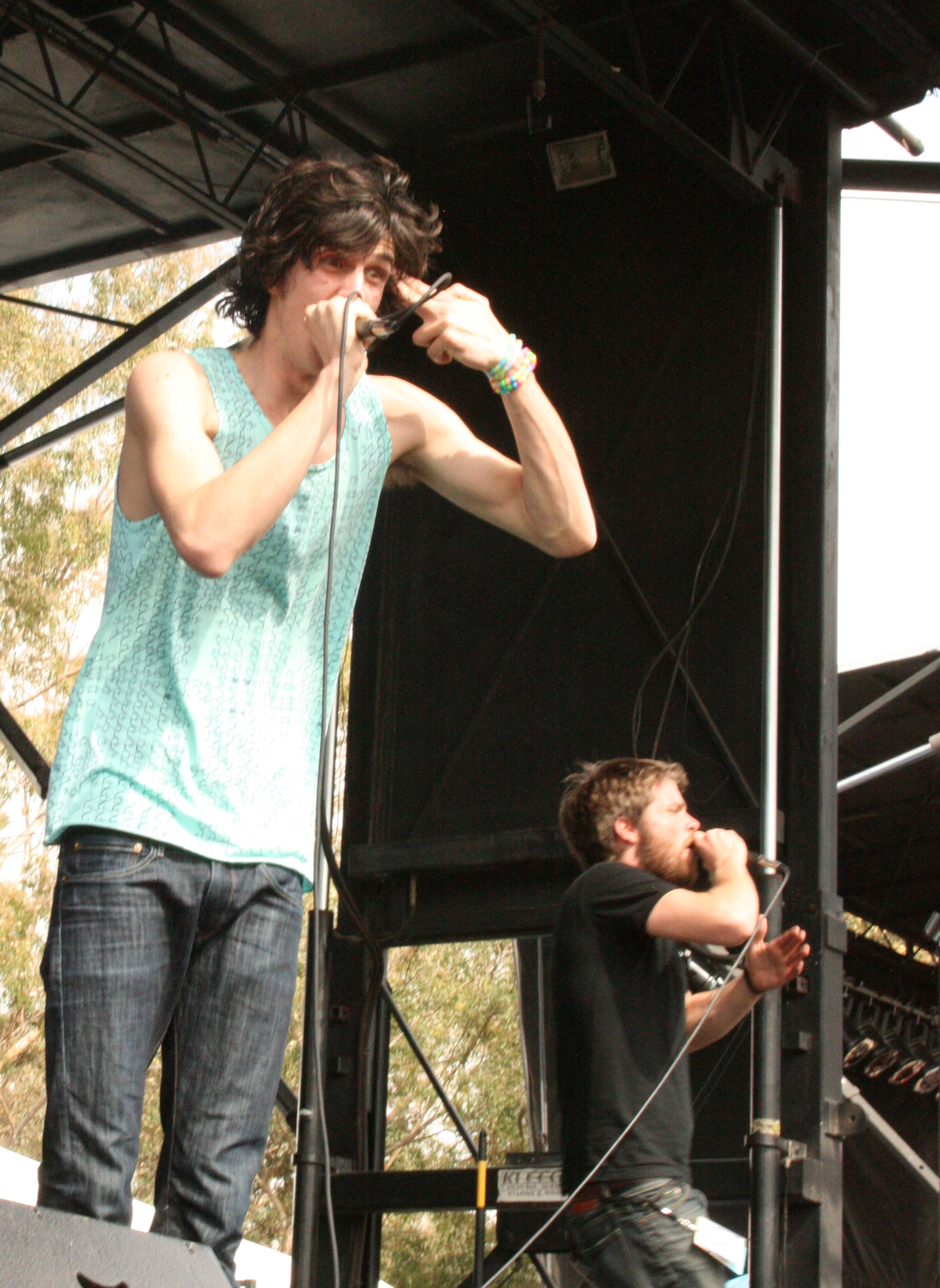
La critique professionnelle est divisée quant à l'utilité de la participation de 3OH!3.

Blah Blah Blah reçoit des avis très partagés de la part des critiques musicales professionnelles. Fraser McAlpine de la BBC est impressionnée par le titre et déclare que cela démontre que « la musique accomplie des progrès, ainsi de nos jours, une fille assez moderne et pop peut chanter une piste aussi rock qu’habituellement uniquement ses pairs masculins prendraient le risque d’interpréter ». Il compare ensuite la voix de Kesha à celle du rappeur Eminem puis il assimile le refrain du morceau, « You tah-tah tawkin », à celui du sixième single de Lady Gaga, Bad Romance, lorsqu’elle fredonne « rural, farm-girl spin ». Jim Farber du New York Daily News affirme que la piste « pourrait devenir l’hymne ‘quelconque’ de ce printemps ». Le titre est plus ou moins bien reçu par Bill Lamb d’About.com, commentant les paroles, il déclare que « Tout ça est assez original comme paroles, Kesha dit clairement ‘Shut up, let’s have sex’. C’est le sens complet et général de Blah Blah Blah, et il n’y a surement personne d’autre qu’elle qui aurait pu livrer ce message aussi efficacement. Envahie de notes synths pops et de notes de synthétiseurs, il s’agit probablement du second succès majeur de Kesha ». Lamb a toutefois trouvé l’apparition de 3OH!3 complètement « stupide », la jugeant comme étant « superflue ». Les reporters du journal communautaire Winnipeg Free Press ont quant à eux trouvé que le morceau se révélait être « une bonne chanson regroupant le pop et le hip-hop avec des rythmes très entrainants ». Enfin, Daniel Brockman du The Poenix affirme que Kesha « adopte un ton très novateur qui semble léger mais aussi quelque peu étrange ».
Ann Powers du Los Angeles Times explique que « Blah Blah Blah est une de ces chansons d’Animal qui est presque expérimentale et dans laquelle on retrouve un nouveau style, cela est la solution que prennent plusieurs artistes dont un en particulier, Brian Wilson. Au lieu de le retrouver chanter sur cette piste qui lui correspond pourtant, on voit cette jeune fille avec ses yeux craquants machant tranquillement sa gomme ». Melanie Bertoldi du prestigieux magazine Billboard trouve que le verset de 30H!3 est « très lent, voir ennuyeux et d’une monotonie qui au moins permet à Kesha de se valoriser face à ce groupe »  mais ajoute plus tard que la chanson donne toutefois « le goût de danser ». Andrew Burges du MusicOMH déclare que « 30H!3 tente de faire une maladroite tentative pour s’attirer de nouveaux fans et pour promouvoir l’égalité des sexes dans le monde musical, mais Kesha est si dominante et notoire qu’il en devient difficile de prendre 30H!3 au sérieux ». Mayer Nissim de Digital Spy donne une note négative de deux étoiles sur cinq au morceau, affirmant qu’il n’est pas du tout aussi accrocheur que Tik Tok, ajoutant qu’il est « ennuyant » et que sur de nombreuses lignes, cela donne l’impression que la piste essaie d’être féministe, mais que cela crée en fait l’effet contraire.

### Commercial
En janvier 2010, sans aucune annonce spécifiant que Blah Blah Blah est un single, le morceau se positionne dans le Irish Singles Chart, représentant les ventes musicales en Irlande, puis dans le Billboard Hot 100, le hit-parades États-Unis, et enfin dans le Canadian Hot 100, qui expose les positions canadiennes, aux places respectives de vingt-six, sept et trois, dû à leurs fortes ventes numériques causées par la sortie de l’album Animal,,. Cela marque donc le second single de Kesha dans le top 30 irlandais, et le deuxième dans les top 10 américain et canadien. Aux États-Unis, la piste débute dans le Hot Digital Songs à la deuxième position, principalement grâce à ces 206 000 copies numériques écoulées cette semaine. En avril 2010, il est confirmé que la chanson s’est vendue à plus deux millions d’exemplaires aux États-Unis seulement. Quelque temps après cette annonce, en mars 2010, le morceau est certifié double disque de platine par la Canadian Recording Inustry Association, en abrégé CRIA, pour ses 80 000 copies distribuées.
En Australie, le titre se positionne au septième échelon du palmarès de ce pays, devenant ainsi la plus haute apparition dans le hit-parade lors de la semaine du 18 janvier 2010. La chanson atteint graduellement le troisième rang puis est par la suite certifiée disque platine par la Australian Recording Industry Association, aussi appelée ARIA Charts,. Toujours en Océanie, plus précisément en Nouvelle-Zélande, la piste se classe pour la première fois au septième numéro de ce palmarès, ce qui reste son plus haut sommet dans le hit-parade. En mai 2010, elle est certifiée disque d’or par la Recording Industry Association of New Zealand, couramment surnommé RIANZ, pour ses 7 500 copies vendues. Finalement, Blah Blah Blah se classe pour la première fois dans le UK Singles Chart à la 11e position en partie grâce à ses 27 000 exemplaires vendus,.

## Clip vidéo
Le vidéoclip de la chanson est dirigé par Brendan Malloy  et tourné à Los Angeles en janvier 2010. Elle apparaît pour la première fois le 23 février 2010 sur Vevo. Les membres de 3OH!3 font leur apparition dans le clip. Kesha dit à MTV que la vidéo affecte principalement les hommes (qui sont montrés comme « purs ») draguant Kesha, tandis qu'elle refuse leurs avances. À un moment donné, Kesha dit : « Je pouvais être attaché avec ce harnais et bondir partout, c'était vraiment cool » .
Melanie Bertoldi de Billboard dit que le clip est « complètement divertissant » . Bill Lamb d'About.com remarque que la vidéo « est peut-être le moment Poker Face qui identifie Kesha comme une chanteuse pop sérieusement créative sur qui on peut compter ». Lamb commente l'apparition des membres de 3OH!3 en déclarant : « ils font une brève apparition dans la vidéo mais c'est entièrement du Kesha, il y a peu de doutes qu'elle ait le pouvoir ».
Dans la première scène, hors d'une discothèque, Kesha est accostée par le comédien Bret Ernst. Il essaie de convaincre Kesha qu'ils feraient un bon couple, elle envoie un sms entre-temps où elle décrit l'homme comme étant un « douchemaster majeur ». La scène suivante montre Kesha dans un bar en train de jouer au billard aux côtés d'un homme qu'elle bande et baisse son pantalon par la suite de « sac à outils » dans un sms. Dans une arcade, Kesha pousse un homme qui converse avec elle. Le troisième prétendant tente de donner une sérénade à Kesha avec une guitare, à laquelle Kesha lui renvoie en lui bourrant un papier dans la bouche. Dans la séquence finale, un homme essaie de parler à Kesha dans une allée de bowling. Elle perd son intérêt lorsqu'il perd sa perruque. Elle la met dans sa bouche comme dans la scène précédente. La vidéo se termine quand Kesha et 3OH!3 chantant et dansant parmi les couloirs des bowlings,.

## Interprétations scéniques
La chanson est interprétée pour la première fois en direct sur MTV Push, un programme diffusé internationalement par la compagnie MTV Networks,. Puis, le 18 janvier 2010, toujours dans la promotion de la piste, elle est chantée dans MuchOnDemand, une émission diffusée par le câble canadien MuchMusic . Les paroles du morceau sont pour la première fois censurées le 17 mars 2010 lors d’une interprétation en direct dans la neuvième saison d’American Idol, où 30H!3 était aussi présent.
Au Royaume-Uni, Kesha se permet deux apparitions médiatiques où elle joue la chanson, la première le 18 février 2010, sur le plateau de Alen Carr: Chatty Man et la seconde le 19 février dans l’émission GMTV,. Elle se glisse aussi un peu partout dans le monde pour chanter son single, notamment dans BBC Radio 1’s Big Weekend, aux États-Unis, puis dans le talk-show Willkommen Bei Mario Bart en Allemagne et enfin dans So You Think You Can Dance en Australie,.

## Liste des pistes
| - CD single en Australie 1. Blah Blah Blah - 2:52 - Téléchargement digital en Australie 1. Blah Blah Blah - 2:52 2. Tik Tok (Joe Bermudez Club Mix) - 5:09 | - Téléchargement au Royaume-Uni - EP 1. Blah Blah Blah - 2:52 2. Tik Tok (Joe Bermudez Club Mix) - 5:09 3. Tik Tok (Trey Told 'Em Remix) - 4:14 |

## Crédits artistiques et personnels
- Écriture - Kesha Sebert, Benny Blanco, Neon Hitch, Sean Foreman
- Production - Benny Blanco
- Instruments et programmation - Benny Blanco
- Enregistrement - Benny Blanco
- Ingénieur - Benny Blanco

Crédits adaptés du livret de l'album Animal.

## Classements et certifications
| Pays                    | Position | Temps au hit-parade | Certification |
| ----------------------- | -------- | ------------------- | ------------- |
| Allemagne               | 11e      | 5 semaines          |               |
| Australie               | 3e       | 19 semaines         | Platine       |
| Autriche                | 21e      | 8 semaines          |               |
| Belgique (Fr)           | 31e      | 6 semaines          |               |
| Belgique (Nl)           | 45e      | 3 semaines          |               |
| Canada                  | 3e       | 19 semaines         | 2 × Platine   |
| États-Unis              | 7e       | 20 semaines         | Platine       |
| Europe                  | 36e      | 11 semaines         |               |
| France (Téléchargement) | 27e      | 5 semaines          |               |
| Irlande                 | 18e      | 13 semaines         |               |
| Nouvelle-Zélande        | 7e       | 13 semaines         | Or            |
| Pays-Bas                | 72e      | 9 semaines          |               |
| Royaume-Uni             | 11e      | 13 semaines         |               |
| Suède                   | 38e      | 4 semaines          |               |
| Suisse                  | 30e      | 9 semaines          |               |

| Pays       | Position | Année | Période     |
| ---------- | -------- | ----- | ----------- |
| Australie  | 41e      | 2010  | 2009 - 2010 |
| Canada     | 43e      | 2010  | 2009 - 2010 |
| États-Unis | 51e      | 2010  | 2009 - 2010 |

## Historique de sortie
| Pays         | Date            | Format                 |
| ------------ | --------------- | ---------------------- |
| États-Unis   | 2 février 2010  | Radiodiffusion         |
| Australie,   | 19 février 2010 | CD single              |
| Australie,   | 19 février 2010 | Téléchargement digital |
| Royaume-Uni, | 28 février 2010 |                        |
| Royaume-Uni, | 1er mars 210    | CD single              |
| Allemagne    | 23 avril 2010   | CD single              |
| Europe       | 8 mars 2010     | Single CD              |

## Compléments
- (en) Cet article est partiellement ou en totalité issu de l’article de Wikipédia en anglais intitulé « Blah Blah Blah (song) » (voir la liste des auteurs).